# World of Warcraft: Cataclysm
A World of Warcraft: Cataclysm (röviden Cata) a World of Warcraft című MMORPG videójáték harmadik kiegészítője. Hivatalosan a 2009-es BlizzCon alatt jelentették be augusztus 21-én, a játékot pedig 2010. december 7-én adták ki.

## Történet
A Szövetség (Alliance) és a Horda (Horde) feszültté váló nézeteltéréseinek dacára sikeresen meghódították, majd visszaszorították a Csapás (Scourge) átkozott erőit, így Northrend lakói megmenekültek, ám egy elfeledett, a Lich Kingnél is hatalmasabb szörnyeteg készül leigázni Azeroth-ot; Deathwing. A bolygó őstörténetében a csillagok közt vándorló titánok által felhatalmazott óriás fekete sárkány végleg megőrült, és a rábízott kontinenseket ártatlan lakóival együtt kezdte pusztítani, ezzel okozva a Cataclysm nevű katasztrófasorozatot.

## Újdonságok
- Az elérhető maximális szint 80-ról 85-re emelkedett.
- Új fajok: Worgen[4] és goblin.[5]
- Új foglalkozás: Archaeology.[6]
- Új szolgáltatás: Reforging.[7]
- Új faj-kaszt kombinációk.
- Új- illetve megváltozott klasszikus zónák.
- Felújított klánrendszer.

## Földrajzi változások
A Cataclysm a klasszikus Azeroth kontinensein, Kalimdor és Eastern Kingdoms földrészein hozott drámai változásokat. Halálszárny elemi erejével folytatott rombolásából szinte egyetlen zóna sem maradt ki, így nemcsak új belső területeket, de teljesen átírt küldetéstartalmat és sztori vezetést is kaptak, továbbá megváltoztak a szintkövetelményeket is. Az egyes zónák vagy a kiegészítő legvégső főellensége okozta károk következményeivel, vagy a Szövetség és a Horda közti lokális harcokról szólnak.
Kalimdorban a Barrens hatalmas szavannáját egy mély lávaszakadék kettészelte, így hozva létre különálló északi és déli részt, Ashenvale közepén vulkán emelkedett ki, és a Horda kiirtotta az erdők nagy részét, Azshara a goblinok terjeszkedése nyomán drasztikusan beépült, Thousand Needles több mint háromnegyed része víz alá került a zóna keleti hegyfalának beomlása következtében beömlő tengervíz miatt, Desolace viszont kizöldült. Eastern Kingdoms-ban Badlands közepe táján Halálszárny tombolása hatalmas kanyont váj ki, Eastern- és Western Plaguelands az élőhalott fertőzés visszahúzódását követően új életre kelt, Loch Modan gátja beszakad, így a tó vizének nagy része lefolyt Wetlands mocsaraiba, ahol tartós árvizet okozott, míg Stranglethorn Vale-t egy vízörvény szintén két részre vágta. A felsorolt zónákon kívül máshol is történtek kisebb-nagyobb változások, ám fontos megjegyezni, hogy sem Northrend-ben, sem pedig a The Burning Crusade kiegészítőben megjelent draenei és blood elf fajok kezdőzónáiban nem történt érdemi átalakulás.
Természetesen új, magas szintű zónák is megjelentek, mint a titáni kapcsolattal rendelkező egyiptomi hatású sivatagos Uldum, az óriási barlangot alkotó Deepholm, vagy a teljesen víz alatti Vashj'ir. Mivel a kiegészítő új zónái a két régi kontinensen találhatóak (méghozzá egymástól nagyon messze), ezért a Szövetség az emberek fővárosát, Stormwind City-t, míg a Horda az orkok fővárosát, Orgrimmar-t használhatják kvázi régi-új központnak, mivel csak ezekből a fővárosokból érhetőek el az új zónák bevezetőküldetéseinek teljesítésével megnyíló portálkapuk.
A megváltozott világban új lények is megjelentek, mint a kentaurszerűen kinéző, de nagymacska felsőtestű tol’vir, illetve pár új elemi lény (elemental), mint amilyen a mágikus djinn (dzsinn) vagy a kristályos földgyűrűből álló gyreworm ("körféreg").

## Új fajok
A Cataclysm a World of Warcraft játszható fajainak eddigi 10 tagját két új képviselővel egészíti ki; a Worgen és a Goblin fajokkal. Közös jellemzőjük, hogy szeparált kezdőzónákból indulnak, amelyeket más játszható fajok tagjai nem érhetnek el, és amelyeket az oda szóló küldetések teljesítése után maguk is örökre el fognak hagyni, ebből adódóan pedig nem rendelkeznek saját fővárosokkal.

### Worgen
A worgen egy farkasemberszerű faj, amelynek titokzatos eredete a messzi múltból gyökerezik. Több ezer évvel ezelőtt a night elfek a démoni szatírok ellen vívott háborújuk során fohászkodtak először egy erős ősállathoz, Goldrinn-hez, aki Ralaar Fangfire vezette druidacsoportot felruházta hatalmával. A farkas erejével felvértezve a bölcsek ugyan hatékonyan visszatartották a démonhadakat, ám nem tudták féken tartani az állat alakjából eredő dühöt, emiatt ellenséget és szövetségest egyaránt veszélyeztettek, ezért a többi druida az átok megtörése érdekében Elune misztikus botjából, és a farkas-félisten egyik fogából megalkották a Scythe of Elune-t ("Elune pengéje"), hogy megpróbálják lenyugtatni megvadult fajtestvéreiket. A mágikus fegyver azonban Ralaar-t és követőit még tovább deformálta, így hozva létre az emberi vonásokkal rendelkező, ám a vadállat agresszív ösztöneit követő worgent, akik ezután a Druids of the Scythe ("A Penge druidái") rendbe tömörültek. A night elfek egyik legnagyobb druidája, Malfurion Stormrage -megelégelve tombolásukat- pártatlan varázserejével az Emerald Dream ("Smaragd Álom") egy zárványdimenziójába száműzte őket, ahol hosszú évszázadokig nyugodtan éltek. Azonban a Third War ("Harmadik Háború") idején ennek vége szakadt, amikor egy embermágus, Arugal Gilneas királya, Genn Greymane parancsára kiengedte az addig térben Azeroth-tól hermetikusan elzárt átkozott druidákat Silverpine Forest ("Ezüstfenyő-erdő") területén, remélve, hogy fékezhetetlen vadságuk megállíthatja a Csapás előrenyomulását. Tervük azonban hamar kudarcba fulladt, amikor a szörnyetegek a királyság katonáit és ártatlan lakosságát is megtámadták, illetve megfertőzték őket a worgen átokkal, ezért Gilneas kénytelen volt egy hatalmas falat, a Greymane Wall-t felhúzva elzárni magát az addigra worgenektől hemzsegő sötét erdőktől. A Kataklizma földmozgásai miatt ez a több méteres masszív fal beomlott, majd a királyságot lerohanták a fák között bujkáló farkasemberek falkái, és az általuk hordozott rontás miatt csakhamar polgárháború tört ki a gilneasi emberek között, a bajt pedig tovább tetézte, hogy Sylvanas Windrunner és élőholtjai a Horda érdekében a meggyengült királyság elleni invázióba fogtak.
A worgen faj – night elf közvetítéssel – a Szövetség oldalán áll, mint az egyik legutoljára fennmaradt független emberi királyság, vezetőjüknek pedig továbbra is a gilneasi trón urát, Genn Greymane-t fogadják el. Ugyan a rájuk szabott küldetések során megtanulják kontrollálni állati mivoltukat, és képesek lesznek szabadon visszaváltozni, az emberek hagyományos lovai félni fognak tőlük, így az egyik egyedi racial trait-jük ("faji jellemző") a Running Wild ("Elvadulás") lett, amelyet aktiválva a worgen négykézláb fut (a kiegészítő utolsó javítása, a Patch 4.3. követően a faj kapott két ló mount-ot (hátas). A worgen az alábbi kasztokat választhatja; death knight, druid, hunter, mage, priest, rogue, warlock és warrior.

### Goblin
A goblin egy apró termetű, zöldbőrű és emberszerű ősi faj, amely a Maelstorm-tól ("Örvény") délnyugatra fekvő Kezan-on alakult ki. A szigeten egykor a dzsungel trollok uralkodtak, akik rabszolgaként bántak a goblinokkal, ám a rájuk szabott bányamunkák során felfedezett kaja’mite érc sugárzása mutációt indított el bennük, pár generációval később fejlett mérnöki és alkímiai tudományukat felhasználva felszabadították magukat, és egykori legnagyobb bánya- és rabszolgatelepüket, a kiterjedt földalatti hálózattal rendelkező Undermine-t tették meg fővárosuknak. A faj kitűnő érzéket mutatott a kereskedelem iránt is, így a sziget teljes meghódítását követően elkezdtek gazdasági kapcsolatokat kiépíteni mindenkivel, akitől profitot remélhettek. A Second War ("Második Háború") idején az orkok oldalán álltak, ám miután elvesztették a háborút, a goblin trade prince-k ("kereskedőherceg") megszakították a kapcsolatot velük, és csak a Third War után kezdtek semleges településeket alapítani szerte Azeroth-on. A Kataklizma azonban átírta az eddigi szabályokat, amikor Kezan közepén magasodó óriásvulkán kitört, és az ott élők kénytelen voltak elhagyni szülőföldjüket. A menekülőhajó egy tengeri ütközet közepébe tévedve találatot kapott, majd a Lost Isles ("Elveszett-szigetek") partjain hajótörést szenvedett. A túlélők az új földdarabon sem voltak biztonságban, ám a szövetséges hajóhad fogságába esett ork Thrall, a Horda korábbi hadvezére (warchief) segített nekik, míg nem ezt a szigetcsoportot is elérte a biztos pusztulás, így a goblin túlélők végül Azsharán leltek új otthonra.
A goblin faj – legalábbis a Bilgewater Cartel ("Fenékvíz kartell") keretében – visszatért a Hordához, a csoportot pedig a vitatott legitimitású Gallywix kereskedőherceg vezeti. A goblinok a rájuk jellemző veszedelmes találékonyság, és kérdéses minőségi munka ellenére saját mechanikus mount-ot, a háromkerekű trike-ot ("tricikli") vezethetik. A goblin az alábbi kasztokat választhatja; death knight, hunter, mage, priest, rogue, shaman, warlock és warrior.

## Játékmenet
A Cataclysm bevezetésével a karakter által elérhető maximális szint 85-re emelkedett. Azeroth klasszikus, illetve új zónáiban már a 60. szinten megtanulható Flight Master's License keretében lehet használni a flying mount-okat ("repülő hátas"), ám a draenei- és a blood elf két-két zónájában, továbbá az Isle of Quel'Danas-on nem működik.

### Új faj-kaszt lehetőségek
A kiegészítő nemcsak a klasszikus zónákban, hanem a korábbi játszható fajok által elérhető kasztok lehetőségein is változtatott, így jelent meg a Szövetség oldalán a dwarf mage, -shaman és -warlock, a gnome priest, a human hunter, és a night elf mage illetve a Horda oldalán a blood elf warrior, az orc mage, a tauren paladin és –priest, a troll druid és –warlock, és az undead hunter.

### Új klánlehetőség: Guild Advancement
A Cataclysm megreformálta a World of Warcraft-on belül működő klánrendszert, megadva a Guild Advancement ("Klánfejlődés") lehetőségét. A kiegészítő előtt a klán (guild) a szociális kapcsolatok létrehozására és ápolására, közös kalandozásra, szerepjátékra és persze raid-ezésre volt kitalálva, ezek után viszont tapasztalati pontot szerezz hagyományos küldetések, és az ún. guild challenge-ek ("klán kihívás") teljesítésével, instance-k, és raid-ek főellenségeinek legyőzésével valamint battleground- ("csatatér") és aréna győzelmekkel. A klán a fejlődése során szintet lép, amelynek jutalma a tagok számára elérhető aktív- és passzív képességek, az ún. guild perk-ek tucatjai (pl. Mass Resurrection (minden csapattag feltámasztása); Guild Mail (klánon belüli tagok postája azonnal megérkezik), és az egyes tagok a klánjukat, mint külön frakciót kezelő módon hírnévért (reputation) megszerezhető tárgyak, például heirloom minőségű felszerelésdarabok, pet-ek, és mount-ok. A maximálisan elérhető klánszint 25. A klánnak is van saját achievement ("teljesítmény") lehetősége, amely tisztán a közösen elérhető sikerekről szól.

### Új foglalkozás: Archaeology
A Cataclysm a World of Warcraft eddigi 3 másodlagos foglalkozását (secondary profession) további eggyel toldja meg; az Archaeology ("Régészet") foglalkozással. A Kataklizma során rengeteg ritka kincs került felszínre, ezek felkutatásban, kategorizálásban, és értékbecslésében pedig a régészet tudománya segítheti a kalandozókat. A kutatás folyamata abból áll, hogy bizonyos zónák ásatási területein (dig site) belül tartózkodva a játékos a foglalkozáshoz kapott teleszkóp és mérőműszer segítségével felmérést végezz, amely lépésenként elvezeti őt a területen rejtőző leletek egy-egy darabjához. Több lelettöredéket kiásva, majd egyesítve hozható létre egy lelet, ami véletlenszerű jutalmakat tartogathat; elképzelhető, hogy pusztán eladható történelmi kincs lesz, de akár használható tárgy, pet, mount, sőt akár fegyver és páncél is összeállhat belőlük. A régészet Azeroth és Outland múltjába enged betekintést, így minden jelentősebb őshonos fajhoz kötődik egy külön ág, amelynek mélyebb ismerete növeli az értékes leletek valószínűségét, ám így is rengeteg türelmet és szabadidőt igényel a terepmunka.

### Új szolgáltatás: Reforging
A Cataclysm új fővárosi szolgáltatást vezetett be; a Reforging ("Újjákovácsolás") karaktererősítő lehetőséget. Ennek során a játékos a felszerelésének (gear) darabjai által nyújtott statisztikai (röviden stat) bónuszát képes majdnem megfelezni, amit más statisztikai változóra alakíthat át. A karakter csak a másodlagosnak tekinthető tulajdonságokat (ez esetben csak a Spirit-et ("Lélek"), illetve változókat (pl. Critical Strike Rating ("Kritikus találati esély") tudja felszerelésén megváltoztatni avagy velük bővíteni a bónuszlistáját.
A reforging-hoz részben köthető a kiegészítő további felszerelés-módosító szolgáltatása; a Transmogrification ("Átalakítás"). Az átalakítás lehetősége a kiegészítő utolsó tartalombővítése, a Patch 4.3. során jelent meg, és a felszerelés valódi értéke helyett annak külső megjelenését változtatja meg. A karakter az általa birtokolt, a kasztjához köthető páncélzat- illetve fegyvertípussal azonos, minimum uncommon minőségű tárgyat képes átalakítani. A szolgáltatás további korlátozással rendelkezik, például a számszeríj (crossbow), a puska (gun), és az íj (bow) alapvetően eltérő megjelenésük dacára egymásba alakíthatóak, de nem lehet kétkezes fegyvert modellként használni a hordott egykezeshez, legendary minőségű tárgy pedig semmi esetben nem lehet sem modellje, sem alanya a transzformálásnak.

### Frakciók
A Cataclysm kiegészítőben is megjelentek új frakciók, mint a Mount Hyjal megmentéséért fáradozó Guardians of Hyjal vagy Azeroth elemi erőit kutató Earthen Ring.

### PvE(Player versus Environment)
A kiegészítő számos új instance-val és raid-del gazdagodott, köztük például a levegő elemi lényeinek egyik dimenziójának tartott Vortex Pinnacle, a titánok tömegpusztító eszközét rejtő Halls of Origination, illetve a végítélet-próféciákat terjesztő és az Old Gods-okhoz ("Régi istenek") lojális Twilight’s Hammer ("A Homály kalapácsa") szekta új székhelye, a Bastion of Twilight. A kiegészítőben először jelentek meg felújított, heroic ("hősi") nehézségen is elérhető térképek, például a worgen veszedelem által egykoron megszállt erőd, a Shadowfang Keep.

### PvP(Player versus Player)
A kiegészítő két új 10-10 fős battleground-dal, a Battle for Gilneas nyersanyagpont-gyűjtő illetve a Twin Peaks zászlóbirtokló pályájával, továbbá a világi PvP-t nyújtó Tol Barad-dal bővült. Ez utóbbinak a belépő része a Tol Barad Peninsula, amely a kiegészítő egyik legtöbb napi (daily) küldetését is adja, a legfontosabb cél pedig Tol Barad birtoklása, hogy az adott nagy frakció tagjai további napi küldetések elérése mellett le tudjanak menni a Baradin Hold nevezetű, a sziget közepén fekvő elhagyatott börtönkomplexum-raid alá.

### Egyéb fontos változások
A kiegészítő a fentebb külön kiemelt változásokon túl sok egyéb módosítást is tartalmaz.
- Új indító-menü (launcher) jelent meg, amely kiemelt újdonságokat, és általános híreket közöl, valamint tájékoztat az éppen letöltés alatt álló patch állásáról, külön színárnyalatokkal jelezve, hogy mikortól lehetséges a játék indítása.
- Szintlépés során a karakter jóval látványosabb módon értesül arról, hogy aktuálisan milyen képességeket tanulhat meg.
- A talent-rendszer megváltozott, a talent tree-k ("tehetségfa") fejenként 31 talent-pontosak (tehát talent tree-ként 7 sorosak) lettek. 80. szintig minden játékos 1 talent-pontot kap minden második szinten, 80. szint után pedig már minden további szinten egyet. A játékosnak ki kell választania egy elsődleges talent tree-t, amely után megkapja a rá szabott egyetlen aktív- és pár passzív képességét. Addig nem rakhat más fákra, amíg az elsődlegesen el nem osztott 31 talent-pontot.

A többi változást az új kiegészítő megjelenése előtt letöltött Patch 4.0.3 leírása tartalmazza.

## Kiadás és fogadtatás
A Cataclysm alapvetően pozitív visszhangot kapott, dicsérték például a felújított grafikát, legnagyobb hiányosságának pedig a kevés új zónát rótták fel neki. A GameSpy szavazásán 2010 legjobb MMO játékának díját nyerte el.

### Eladások
A kiegészítő jól fogyott, már az első nap 3,3 millió másolatot adtak el belőle, egy hónapon belül a digitális eladásokkal együtt már 4, 7 milliónál tartott, ezzel lekörözve a korábbi kiegészítő sikerét.